# Hydroptila albicornis
Hydroptila albicornis är en nattsländeart som beskrevs av Hagen 1861. Hydroptila albicornis ingår i släktet Hydroptila och familjen smånattsländor. Inga underarter finns listade i Catalogue of Life.